# Fahmida Mirza
Fahmida Mirza, född 20 december 1956, är en pakistansk politiker. Hon valdes den 19 mars 2008 till talman i parlamentet; hon representerar PPP (Pakistans folkparti).